# Karen Hantze Susman
Karen Hantze Susman (San Diego, 11 dicembre 1942) è un'ex tennista statunitense.

## Carriera
A livello giovanile riesce a conquistare il singolare ragazze durante Wimbledon 1960.
Tra le professioniste ottiene subito risultati importanti: nel 1960 e 1961 raggiunge i quarti di finale a Wimbledon e l'anno successivo riesce ad alzare il trofeo sui campi londinesi dopo aver sconfitto in finale Věra Suková.
Nel 1963 non ha potuto tornare a difendere il titolo in quanto incinta ma fa un breve ritorno sui campi nel 1964 quando raggiunge i quarti di finale a Parigi e New York.
Nel doppio femminile ha raggiunto sei finali Slam in coppia con Billie Jean King vincendone la metà. In Fed Cup ha giocato quattro match con la squadra statunitense vincendoli tutti.

## Finali nei tornei del Grande Slam

### Singolare

#### Vinte (1)
| No. | Anno | Torneo                      | Superficie | Avversaria in finale | Punteggio |
| 1.  | 1962 | Torneo di Wimbledon, Londra | Erba       | Věra Suková          | 6-4, 6-4  |

### Doppio

#### Vinte (3)
| No. | Anno | Torneo                                | Superficie | Compagna         | Avversarie in finale                  | Punteggio     |
| 1.  | 1961 | Torneo di Wimbledon, Londra           | Erba       | Billie Jean King | Jan Lehane Margaret Smith             | 6-3, 6-4      |
| 2.  | 1962 | Torneo di Wimbledon, Londra (2)       | Erba       | Billie Jean King | Sandra Reynolds Price Renee Schuurman | 5-7, 6-3, 7-5 |
| 3.  | 1964 | U.S. National Championships, New York | Erba       | Billie Jean King | Margaret Smith Court Lesley Turner    | 3-6, 6-2, 6-4 |

#### Perse (3)
| No. | Anno | Torneo                                    | Superficie | Compagna         | Avversarie in finale                  | Punteggio     |
| 1.  | 1962 | U.S. National Championships, New York     | Erba       | Billie Jean King | Darlene Hard Maria Bueno              | 4-6, 6-3, 6-2 |
| 2.  | 1964 | Torneo di Wimbledon, Londra               | Erba       | Billie Jean King | Margaret Smith Court Lesley Turner    | 7-5, 6-2      |
| 3.  | 1965 | U.S. National Championships, New York (2) | Erba       | Billie Jean King | Carole Caldwell Graebner Nancy Richey | 6-4, 6-4      |